# Битва за Иводзиму
Би́тва за Иводзи́му (яп. 硫黄島の戦い, ио: то:-но татакай или ио: дзима-но татакай; англ. Battle of Iwo Jima) — сражение между войсками Японской империи и США за остров Иото (Иводзима) в Тихом океане, начавшееся 19 февраля и завершившееся 26 марта 1945 года победой США. Это была первая военная операция сил США на территории Японии. Императорская армия Японии соорудила на острове мощную линию обороны, благодаря которой на протяжении месяца удавалось отбивать атаки противника. Это сражение было единственной сухопутной операцией японских сил, в котором они понесли меньше общих потерь, чем США, хотя погибших было больше с японской стороны.

## Предпосылки
Остров Иводзима, один из островов внутреннего периметра обороны Японии, находится в Тихом океане на 1250 километров южнее Токио и на 1300 километров севернее Гуама. Он вулканического происхождения, высшей точкой острова является гора Сурибати. Соседним островом является Титидзима, где в ходе войны на Тихом океане расположилась военно-морская база Японии. На Титидзиме находился постоянный контингент в 1200 человек, усиленный 3700 солдатами императорской армии Японии.

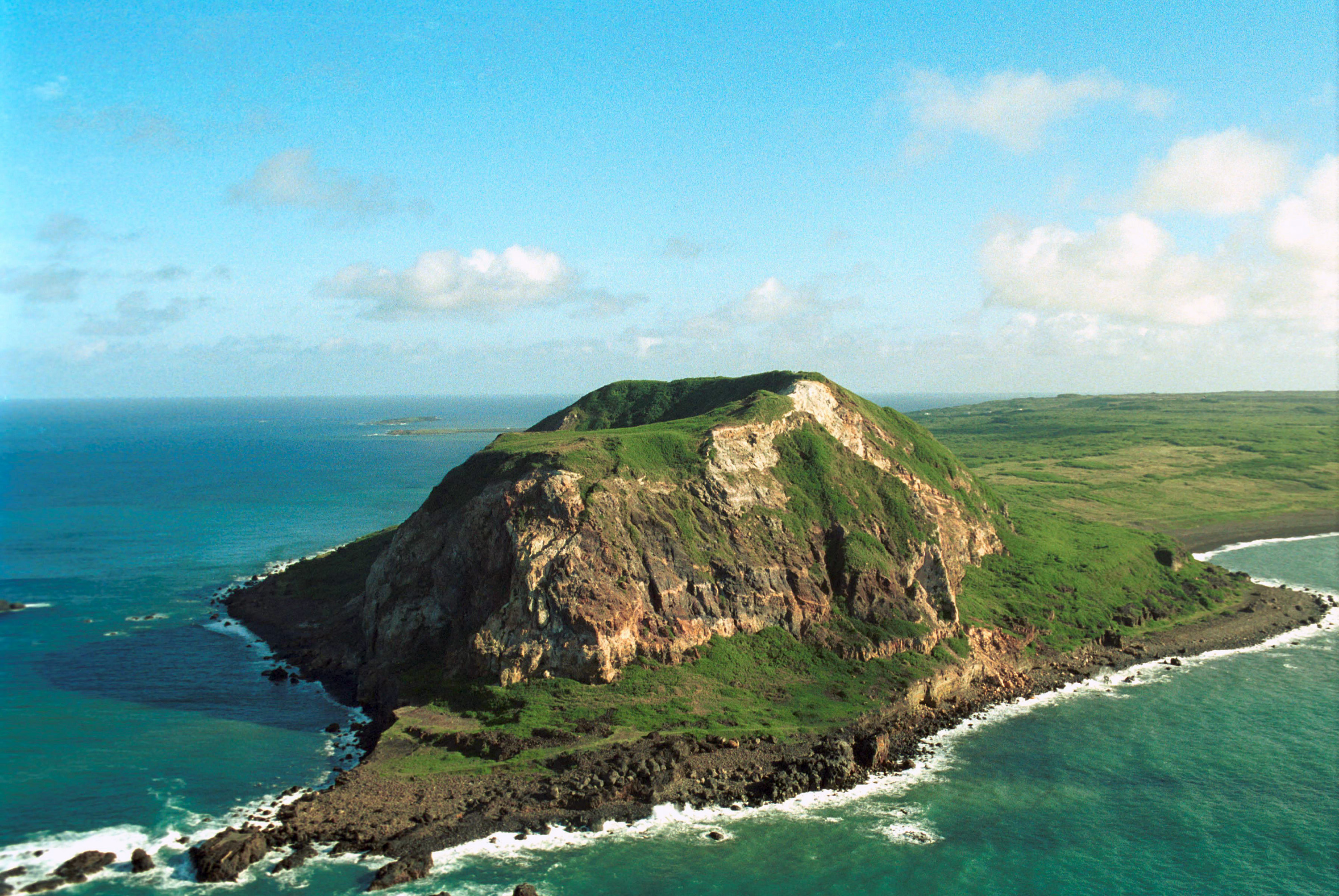
Гора Сурибати — высшая точка острова (169 метров)

С открытием фронта в Юго-Восточной Азии японское командование осознало важность стратегического положения Иводзимы. Остров стал базой на морском и воздушном пути из Японии в Юго-Восточную Азию. На нём в 2 километрах севернее Сурибати построили аэродром Тидори, где постоянно находилось 20 самолётов и 1500 человек. С началом наступления сил США и занятием ими Маршалловых островов японский генштаб принял решение оборонять Японию по линии Каролинские острова ↔ Марианские острова ↔ острова Огасавара. Таким образом, 3 марта 1944 года на Иводзиму начали прибывать войска, и к началу лета того же года на острове уже было 5000 человек.
Летом силы США прорвали японскую оборону и захватили Марианские острова, откуда с 24 ноября начали совершать авианалёты на Японский архипелаг. Начать масштабную бомбардировку Японии им мешала военная база на Иводзиме, где расположился радарный пост и аэродром. Также база на острове служила для дозаправки японских бомбардировщиков. В отличие от японцев, у ВВС Армии США в Тихом океане не было баз для дозаправки самолётов. Стоявшие на вооружении США B-29 не могли без дозаправок преодолеть расстояние в 5000 километров, а из-за перегрузок двигателя они часто ломались. Часть самолётов сбивали японские истребители, заранее оповещённые с радарного поста Иводзимы.
Исходя из сложившейся ситуации, командование США приняло решение овладеть Иводзимой и построить на острове свою авиабазу. Захват Иводзимы остановил бы японские авианалёты на Марианские острова, а уничтожение японского радара на острове сломило бы систему оповещения Токио о налётах. Кроме того, это могло позволить США снаряжать для налётов на Японию не только бомбардировщики, но и истребители. С завершением битвы за Лейте (20 октября 1944 — 31 декабря 1944) на Филиппинах армия и флот США начали подготовку к захвату Иводзимы перед вторжением на Окинаву. План штурма острова получил название «Операция „Отсоединение“» (англ. Operation Detachment).

## Планирование операции

### План Японской империи

#### Подземные укрепления и коммуникации
В мае 1944 года генерал-лейтенант Курибаяси был назначен командующим острова Титидзима. Он расположил свой штаб в местной крепости, однако в результате данных разведки понял, что силы США будут атаковать соседнюю Иводзиму, и перенёс командный центр на этот остров в штаб 109-й дивизии. Было очевидно, что Иводзима не выстоит перед противником, имеющим наступательную инициативу на море и на суше. До конца августа была завершена эвакуация гражданского населения острова. После неё Курибаяси разработал план фортификации Иводзимы. Из-за того, что наземные укрепления не выдержали бы мощного обстрела флота и налётов бомбардировочной авиации США, генерал-лейтенант Курибаяси решил соорудить широкую оборонительную систему под землёй, используя для этого искусственно вырытые и созданные природой туннели.
Осенью 1944 года, в ходе битвы за Пелелиу, японским войскам удавалось успешно сдерживать наступление сил США на протяжении длительного времени благодаря системе подземных фортификационных сооружений. Опыт использования такой системы переняли на Иводзиме. Под землёй планировалось соорудить систему бункеров и пещер с помощью вырытых туннелей, общая длина которых составляла 28 километров. Для выполнения этой работы из Японии были присланы горные инженеры, которым помогал местный гарнизон. Поскольку вулканическая порода острова была достаточно мягкой, большинство коммуникаций были сооружены вручную. Но работа затруднялась испарениями ядовитых газов и жарой в 30—50 °C. Солдаты без специальных масок и оборудования могли погибнуть в таких условиях, поэтому продолжительность работы каждого человека ограничивалась пятью минутами. К тому же с 8 декабря 1944 года начались массированные бомбардировки Иводзимы самолётами США, из-за чего солдаты должны были время от времени ремонтировать аэродром острова.
Средняя глубина залегания туннелей составляла 15 метров. В северном склоне горы Сурибати длина коммуникаций составила несколько километров. Подземные пещеры, вмещавшие лишь незначительное количество солдат, были расширены, после чего стали вмещать до 400 человек. Входы и выходы оснащались так, чтобы минимизировать ударную силу бомб и снарядов противника. Каждый бункер имел несколько выходов, чтобы избежать его изоляции в случае обвала какого-либо тоннеля. Особое внимание уделялось вентиляции.

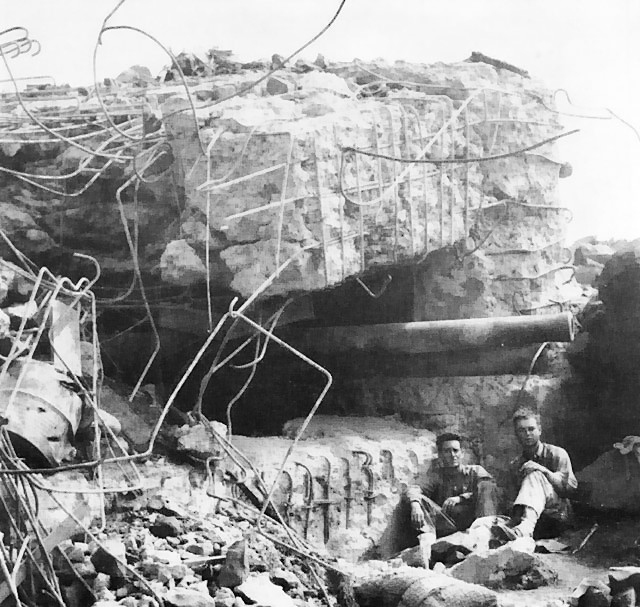
Разрушенный японский дот на Иводзиме. Хорошо видны толстые армированные стены

Сам Курибаяси расположил свой штаб на севере острова, в 500 метрах на северо-восток от поселения Кита. Штаб находился на глубине 20 метров и состоял из различных бункеров и туннелей. На второй по высоте возвышенности острова расположилась метеорологическая станция и радиорубка. Неподалёку от горы, на юго-восточном плато, был расположен штаб полковника Тёсаку Кайдо, который командовал всей артиллерией Иводзимы. Под землёй, в разных местах острова, находились командные пункты полков. Из всех сооружений Иводзимы наиболее защищённым и добротно сделанным был главный центр связи на юге поселения Кита. Он представлял собой комнату длиной 50 и шириной 20 метров. Толщина стен и потолка была такая же, как у штаба-бункера Курибаяси. Со штабом командира центр был связан 150-метровым туннелем, пролегавшим на глубине 20 метров. Вокруг Сурибати были воздвигнуты железобетонные замаскированные наземные доты, толщина стен которых была 1,2 метра.
Первая линия обороны Иводзимы состояла из нескольких укреплённых позиций, которые располагались рядами и могли поддержать друг друга огнём. Эта линия простиралась от северо-западного берега до села Минами на юго-востоке. В центре линии находился аэродром Мотояма. По её периметру были построены доты, поддерживаемые танковыми частями подполковника Такэити Ниси. Вторая линия обороны начиналась немного южнее крайней северной точки Китанохана, пролегала рядом с аэродромом Мотояма и завершалась на восточном берегу острова. По сравнению с первой линией, эта была менее укреплена, но подземные сооружения и особенности рельефа давали японцам преимущества в бою. Гора Сурибати была отдельным, частично независимым оборонным районом, который имел замаскированную береговую артиллерию и множество дотов. На всех дорогах Иводзимы были вырыты противотанковые рвы. Северные отроги горы находились под прицелом японских артиллеристов как с севера, так и с юга.
В конце 1944 года местные инженеры пришли к выводу, что благодаря смешиванию цемента с чёрной вулканической пылью, которой было много на острове, получается более качественный железобетон. Это нововведение ускорило работы по укреплению Иводзимы. Из-за частых атак подводными лодками и самолётами США японских грузовых кораблей не все грузы и стройматериалы приходили на Иводзиму, поэтому из запланированных 28-ми километров коммуникаций были сооружены только 18 километров. Туннель, соединяющий штаб главнокомандующего и гору Сурибати, не успели соорудить. В таком положении гарнизон острова столкнулся с противником, но даже недостроенные коммуникации позволили долгое время отражать атаки численно превосходящего противника, оснащённого лучшей техникой.

#### Наращивание военных сил

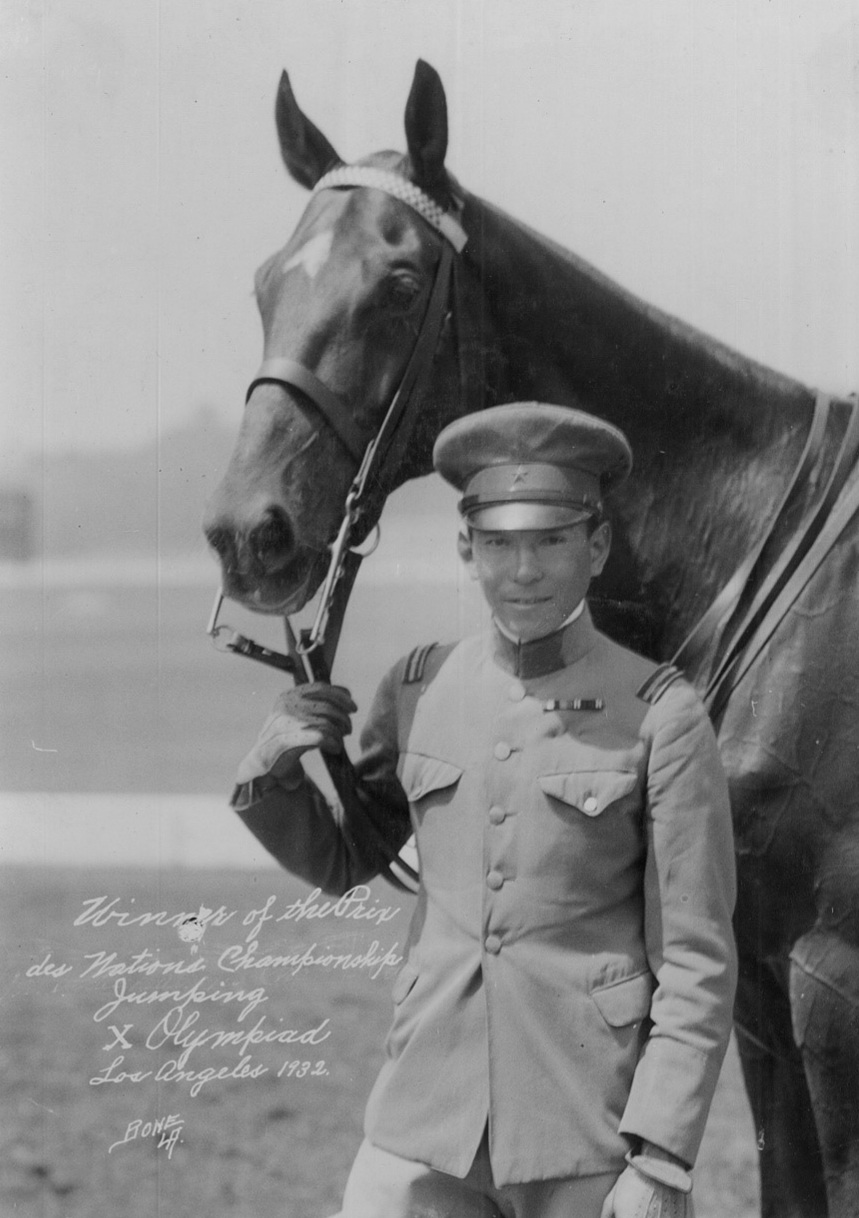
Дансяку (японский барон) Такэити Ниси, командир 26-го танкового полка

На Иводзиму постоянно прибывали новые подкрепления имперской армии Японии. Генерал-лейтенант Курибаяси в первую очередь перебросил на остров с соседней Титидзимы 2-ю объединённую бригаду численностью 5000 человек под командованием генерал-майора Котау Осуги. В декабре 1944 года его сменил генерал-майор Садасуэ Сэнда. В связи с поражением Японии в битве за Сайпан, 145-й пехотный полк в составе 2700 человек был переведён на остров. Командовал им полковник Масуо Икэда. Также на Иводзиму были направлены силы имперского флота Японии. Среди них был 204-й инженерный батальон, который принял участие в сооружении укреплений. 10 августа на остров прибыл контр-адмирал Рино́сукэ Итимару с подразделениями флота, авиации и сапёров численностью 2216 человек.
Кроме наращивания живой силы, японцы оснащали остров техникой. На Иводзиму был переброшен 26-й танковый полк из 600 солдат и 28 машин под командованием Такэити Ниси. Командир полка планировал полностью реализовать мобильность танков на острове, однако, изучив рельеф, решил использовать их в качестве стационарных артиллерийских установок. Самой артиллерии к концу 1944 года на острове было:
- 12 миномётов калибром 320 мм;
- 65 траншейных миномётов калибром 150 мм и 81 мм;
- 33 пушки береговой артиллерии калибром 80 мм;
- 94 дальнобойные пушки противовоздушной обороны калибром 75 мм;
- 200 пушек противовоздушной обороны калибром 20 мм и 25 мм;
- 69 скорострельных пушек калибром 37 мм и 47 мм;
- 70 машин реактивной артиллерии.

#### Подготовка к обороне
Генерал-лейтенант Курибаяси по мере укрепления острова разрабатывал план обороны. Он решил не размещать оборонительные сооружения на самом берегу, как это было принято, так как противник мог открыть по ним огонь из корабельных орудий. Вместо этого укрепления расположились в глубине острова, а японские войска при десантировании сил США должны были отойти вглубь Иводзимы. Курибаяси, базируясь на тактике сторон в битве за Пелелиу, дал такие распоряжения:
- Японская артиллерия не должна открывать огонь во время превентивного обстрела острова, чтобы противник не вычислил её позиции;
- Японские войска не должны оказывать сопротивления силам США во время десантирования;
- Когда противник углубится на территорию острова на 500 метров, японские войска возле аэродрома Мотояма открывают по нему прицельный огонь. Одновременно артиллерия на Мотояме начинает обстрел северного берега, а на Сурибати — южного;
- После того, как противник понесёт потери, артиллерия уйдёт на север острова, к плато у аэродрома Тидори;

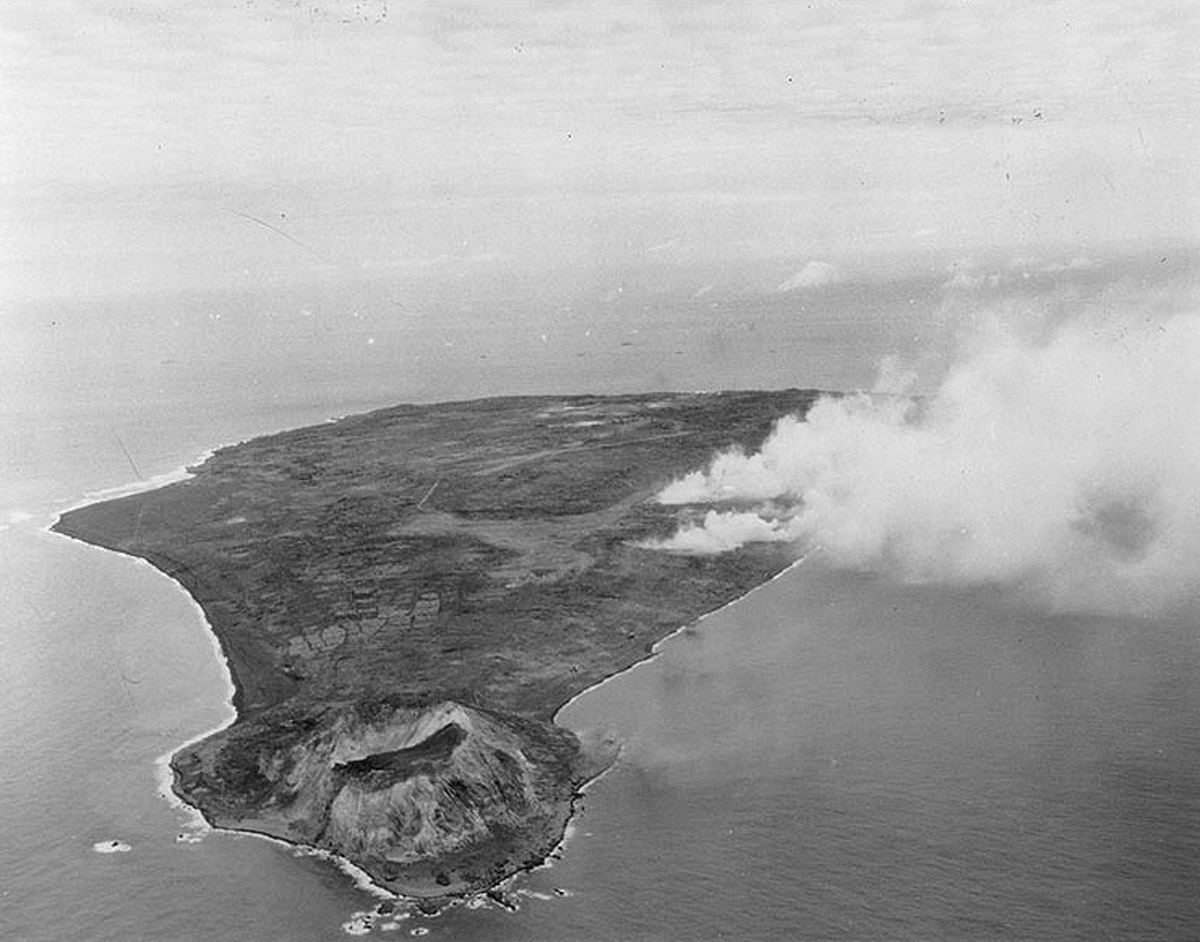
Иводзима перед высадкой сил США

Курибаяси выбрал тактику войны на истощение, которая предполагала манёвренную оборону и постепенное уничтожение живой силы противника. Для этого в подземных бункерах было заготовлено боеприпасов, провизии и лекарств на два с половиной месяца. В одной из последних директив в январе 1945 года Курибаяси призвал солдат окончательно укрепить все позиции и, помогая друг другу, защищать их до конца. Проведение крупномасштабных наступлений, отступлений и «банзай-атак», которые могли привести к крупным потерям среди японцев, строго запрещалось. 5 января контр-адмирал Итимару собрал высших офицеров морских сил острова и оповестил их о том, что японский объединённый флот потерпел поражение в битве при Лейте и войска США скоро приблизятся к Иводзиме. 13 февраля японский разведывательный самолёт зафиксировал 170 кораблей противника, движущихся на северо-запад от Сайпана. На островах Огасавара была объявлена боевая тревога, а на Иводзиме завершились приготовления.

### План США

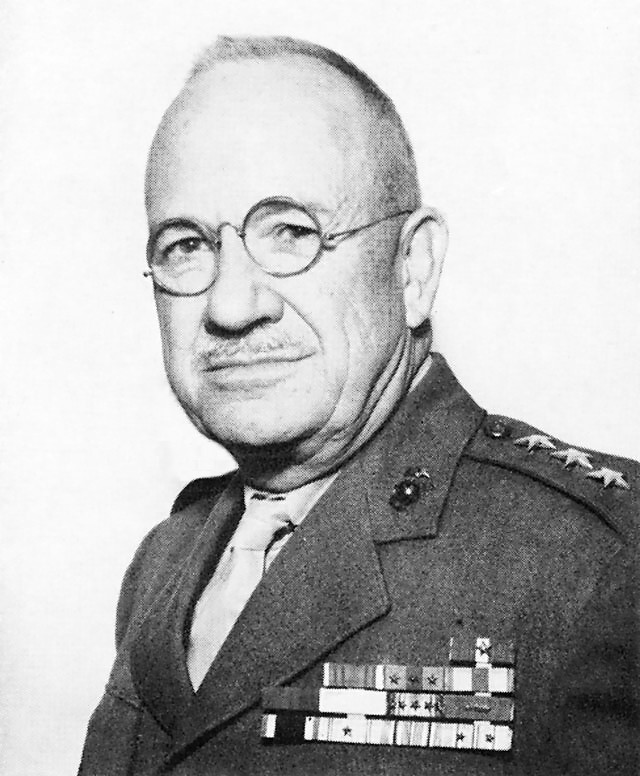
Генерал-лейтенант Холланд Смит

9 октября 1944 года адмирал Тихоокеанского флота США Честер Нимиц отдал приказ о начале подготовки к «Операции „Отсоединение“» по захвату Иводзимы. В операции должны были принять участие 5 оперативных соединений (англ. Task Force). Ещё три ОС обеспечивали операцию (58-е, 93-е и 94-е). Ответственность за ход операции возлагалась на адмирала Рэймонда Спрюэнса, командира 5-го флота США. Он со своим штабом считался 50-м Оперативным Соединением (ОС). Его заместителем был назначен вице-адмирал Ричмонд Тёрнер, который должен был возглавить 51-е ОС, Экспедиционные Силы и одновременно командовать остальными ОС. 52-е ОС, Силы Амфибийной поддержки, включали в себя Авианосную Группу, Тральную Группу, Группу Подводного Разминирования, Группы Канонерских Лодок, Миномётной и Ракетной поддержки. 53-е ОС, Атакующие Силы, включало в себя Группу Высадки, две Транспортные Эскадры, Группу Плавающих Тракторов, Группу англ. LSM, Группу англ. LCT и прочее. В задачу ОС входила доставка и высадка Экспедиционных Войск. 54-е ОС, Артиллерийской поддержки и Прикрытия, включали три дивизиона линейных кораблей, один крейсерский дивизион и три дивизиона эскадренных миноносцев. В ходе операции получало подкрепления из состава 58-го ОС. Дальнее авиационное прикрытие и роль оперативного резерва выполняло 58-е ОС, Быстроходные Авианосные Силы, с двумя скоростными линкорами и двенадцатью авианосцами и, наконец, непосредственно высадку осуществляло 56-е ОС, Экспедиционные Войска, под командованием Холланда Смита, в составе Оперативных Групп 56.1, Силы Высадки, 56.2, Штурмовые Войска, 56.3, Резервные Войска и 10.16, Гарнизонные силы. Кроме этого, ожидалось личное прибытие к месту событий секретаря ВМФ США Джеймса Форрестола для контроля над операцией. Холланд Смит на пресс-конференции 16 декабря 1944 года заявил, что в ходе операции погибнут и будут ранены не менее 15 000 солдат США.
На генерал-лейтенанта Холланда Смита возлагалось непосредственное исполнение операции. Его войска состояли из 5-го десантного корпуса, который включал в себя 3-ю, 4-ю, и 5-ю дивизии морской пехоты. 3-я дивизия в тот момент находилась в Юго-Восточной Азии, поэтому могла опоздать к началу операции. Было принято решение сделать её резервной, а первую ударную высадку на остров провести силами 4-й и 5-й дивизий (за исключением 26-го полка) на юго-восточном берегу Иводзимы. 4-я дивизия должна была десантироваться на северном конце берега, а 5-я — на южном. Также существовал резервный план, согласно которому высадка проводилась на юго-западном берегу, чтобы не мешали буруны. Этот план был отменён из-за высоких волн, вызванных сезонным ветром с северо-запада.

План операции

Согласно плану, 5-й дивизии необходимо было штурмовать Сурибати, а 4-й — занять плато на севере. Ожидалось, что в случае неудачи с захватом этих двух пунктов, десант США понесёт огромные потери от перекрёстного артиллерийского огня противника. Трёхкилометровое юго-восточное побережье Иводзимы было разделено на 7 десантных зон — «пляжей», длиной по 457,2 метров каждый. Они получили свои названия с юга на север — зелёная зона, 1-я красная зона, 2-я красная зона, 1-я жёлтая зона, 2-я жёлтая зона, 1-я синяя зона и 2-я синяя зона. Также были установлены рубежи О-1 и О-2, на которые должны были выйти войска США во время выполнения операции. По плану, 28-й полк 5-й дивизии морской пехоты должен был высадиться в зелёной зоне и продвигаться в направлении горы Сурибати. Справа от него десантировался 27-й полк этой же дивизии, который должен был достичь западного берега и, изменив направление движения на северо-восток, выйти к линии О-1. 26-й полк 5-й дивизии оставался в резерве. 23-й полк 4-й дивизии должен высадиться в жёлтых зонах, захватить аэродром Тидори и, продвигаясь на север к Мотояме, выйти на рубеж О-1. 25-й полк этой же дивизии должен был десантироваться в 1-й синей зоне, занять 2-ю синюю зону и, тоже пройдя мимо аэродрома Тидори, выйти на линию О-1. 24-й полк оставался в резерве.

## Силы сторон

### Японская империя
- Императорская армия Японии (общее количество: 13 586 человек)[1]

- Корпус Огасавара (109-я дивизия, командир корпуса генерал-лейтенант Тадамити Курибаяси, командующий штаба полковник Тадаси Такаиси, командир дивизии генерал-майор Котау Осуга);

- Непосредственно части корпуса Огасавара;

- 17-й отдельный пехотный полк;
- 145-й пехотный полк (командир: полковник Масуо Икэда);
- 26-й танковый полк (командир: полковник Такэити Ниси);

- 2-я объединённая бригада (командир: генерал-майор Садасуэ Сэнда);

- Рота пулемётчиков 309-го отдельного пехотного полка (командир: лейтенант Такэо Абэ);
- бригада полевого госпиталя (командир: капитан Ивао Ногути);
- Артиллерийская бригада (командир: полковник Тёсаку Кайдо);
- 309-й отдельный пехотный полк;

- Императорский флот Японии (общее количество: 7347 человек)

- Непосредственно части корпуса Огасавара;

- 27-я авиационная эскадрилья (командир: генерал-майор Риносукэ Итимару);
- Гарнизон Иводзимы (командир: полковник Самадзи Иноуэ);
- Авиационный корпус Южных островов;
- 204-й инженерный полк;

### США

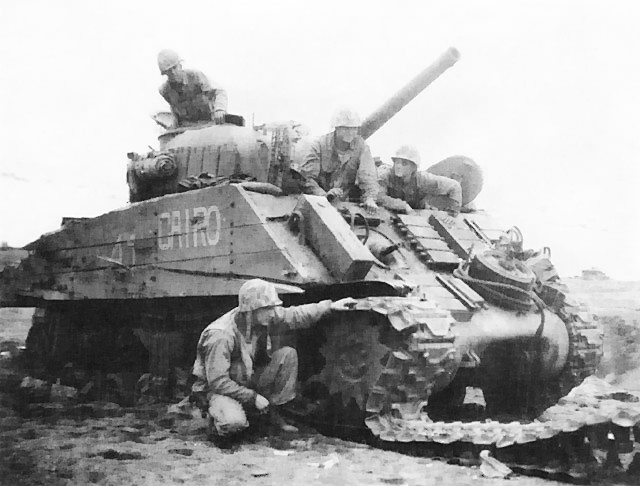
Морская пехота США воевала на Иводзиме при поддержке танков «Шерман». На фотографии один из этих танков, подорвавшийся на мине

- Войска, выделенные для захвата Иводзимы (главнокомандующий вице-адмирал Ричмонд Тёрнер)[1]

- 51-е оперативное соединение (командир: вице-адмирал Ричмонд Тёрнер);
- 52-е оперативное соединение (командир: контр-адмирал Уильям Блэнди);
- 53-е оперативное соединение (командир: контр-адмирал Гарри Хилл);
- 54-е оперативное соединение (командир: контр-адмирал Бертрам Роджерс);
- 58-е оперативное соединение (командир: вице-адмирал Марк Митшер);
- 56-е оперативное соединение (командир: генерал-лейтенант морской пехоты Холланд Смит)

- 5-й десантный корпус (командир: генерал-лейтенант морской пехоты Гарри Шмидт);

- 3-я дивизия морской пехоты (командир: генерал-майор Грейвс Эрскин);

- 9-й полк морской пехоты;
- 21-й полк морской пехоты;
- 12-й артиллерийский полк;
- 3-й танковый батальон;

- 4-я дивизия морской пехоты (командир: генерал-майор Клифтон Кейтс);

- 23-й полк морской пехоты;
- 24-й полк морской пехоты;
- 25-й полк морской пехоты;
- 14-й артиллерийский полк;
- 4-й танковый батальон;

- 5-я дивизия морской пехоты (командир: генерал-майор Келлер Роки);

- 26-й полк морской пехоты;
- 27-й полк морской пехоты;
- 28-й полк морской пехоты;
- 13-й артиллерийский полк;
- 5-й танковый батальон;

## Ход сражения

### Десант войск США

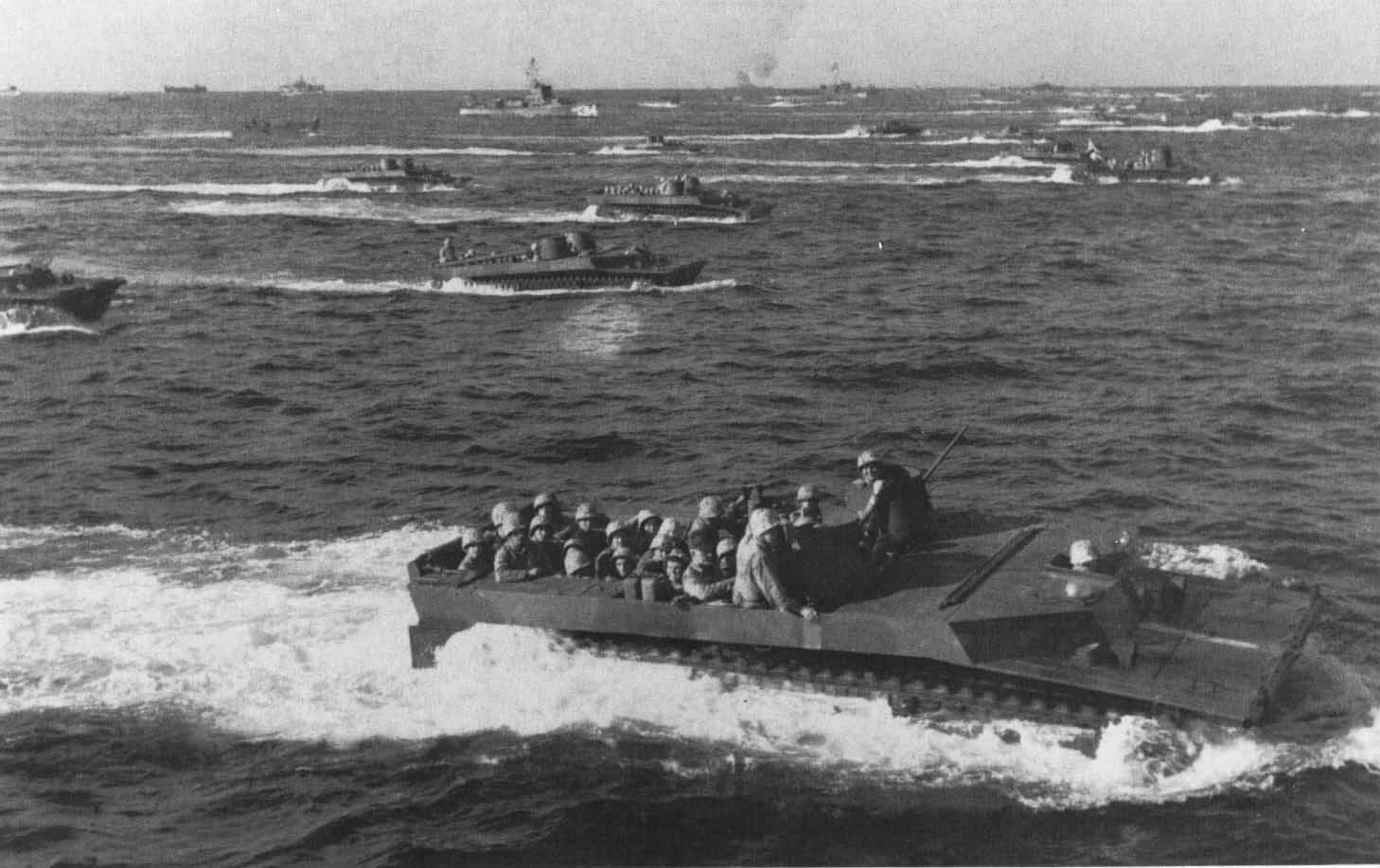
Десантирование морской пехоты США на Иводзиму

16 февраля 1945 года силы, направленные на Иводзиму, приблизились к острову и начали его обстрел корабельной артиллерией. Командование морской пехоты требовало вести артподготовку в течение десяти дней перед десантированием основных сил. Но командование флота отказалось это делать ради экономии боеприпасов. Длительность обстрела была сокращена до трёх дней. Японцы ответили артиллерийским огнём с горы Сурибати, таким образом нарушив приказ Курибаяси. Дело в том, что гора Сурибати находилась под контролем Японского имперского флота, командиры которого не желали подчиняться Курибаяси. Огонь японской артиллерии позволил американцам засечь огневые точки и уничтожить их огнём корабельной артиллерии. Из-за непрекращающегося трёхдневного обстрела на Сурибати выгорела вся растительность, а остров покрылся слоем пепла. Кроме того, с авианосцев «Саратога» («Saratoga»), «Лунга Пойнт» («Lunga Point»), «Бисмарк Си» («Bismarck Sea»), «Бункер Хилл» («Bunker Hill») и «Эссекс» («Essex») на остров регулярно совершались авианалёты.
19 февраля в 6:40 обстрел Иводзимы возобновился. В 8:05 остров бомбили американские B-29, в 8:25 корабли снова открыли огонь по острову. В 9:00 4-я и 5-я дивизии морской пехоты США начали десантирование на Иводзиму. Им, как и задумывал Курибаяси, на берегу не было оказано сопротивление, и войска США продвинулись вглубь острова. Именно этого и ожидали японцы. В 10:00 войска Японии со всех точек открыли прицельный огонь по противнику. 24-й и 25-й полки морской пехоты США за несколько часов боя потеряли 25 % своего состава. Из 56 танков американцев, десантировавшихся на остров, было подбито 26. Морские пехотинцы США не имели возможности окопаться, поскольку вулканический грунт был мягким, и стенки окопов обваливались. За первый день боёв американские десантники понесли такие потери: 501 человек убит, 47 умерло от ран, 1755 раненых, 18 пропавших без вести и 99 контуженых.
К вечеру на Иводзиму высадилось 30 000 американских военных. Они ожидали ночного нападения японцев и их массовых «банзай-атак». Но японские войска разбились на небольшие отряды, которые совершали вылазки к лагерю противника, устраивая диверсии. Из-за этого американские десантники понесли небольшие потери в людях и технике, но не имели возможности отдохнуть.

### Бой за Сурибати

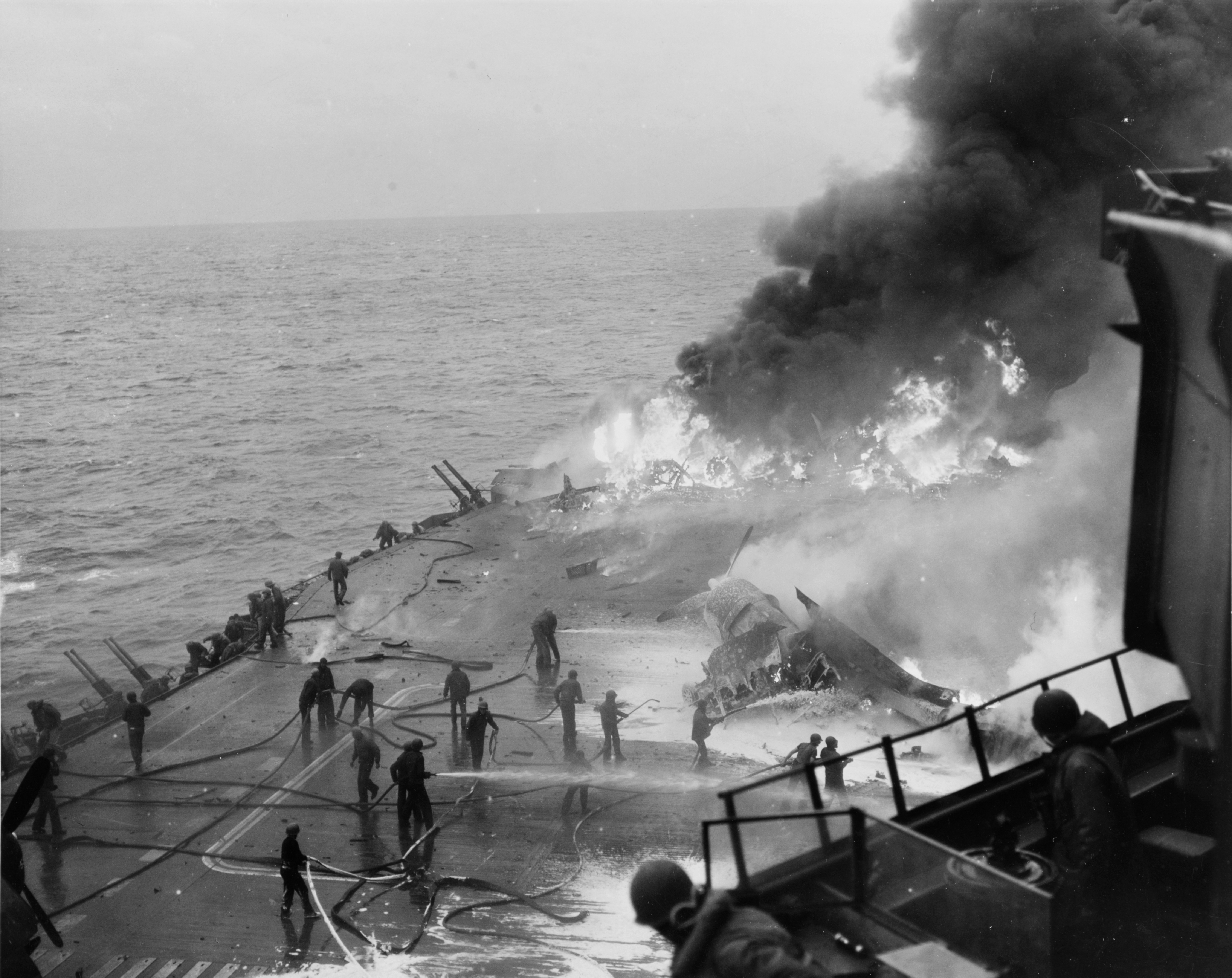
Авианосец «Саратога» после атаки камикадзе 21 февраля 1945 года

20 февраля, после артподготовки, один полк морской пехоты США начал наступление на юг, на гору Сурибати, а три других — на север, в направлении плато. Последним удалось к вечеру занять аэродром Тидори и изолировать гору Сурибати от главного штаба японцев. У само́й горы Сурибати сложилась другая ситуация, и американцы не смогли взять её с первой попытки. В ходе боёв за гору огонь американцев из стрелкового оружия был неэффективен против подземных укреплений и дотов, поэтому те использовали огнемёты и ручные гранаты.
21 февраля, когда начала десантирование подоспевшая из Юго-Восточной Азии 3-я дивизия морской пехоты США, на американские суда у берегов Иводзимы совершили нападение японские камикадзе на 32 самолётах D4Y Suisei и B6N Tenzan, которые вылетели с базы Катори в префектуре Тиба. Их атака была успешной — удалось потопить авианосец США «Бисмарк Си» и сильно повредить авианосец «Саратога». Налёты камикадзе продолжались ещё несколько дней. 22 февраля 4-ю дивизию морской пехоты, понёсшую серьёзные потери, сменила 3-я дивизия. 5-я дивизия продолжала бой за Сурибати. Солдаты США полностью выжигали всё, находившееся в подземных укреплениях противника. Также они засыпа́ли туннели, таким образом изолируя от внешнего мира целые японские части. Ночью сопротивление войск Японии было сломлено, и Сурибати попала под контроль сил США. 23 февраля солдаты 5-й дивизии подняли на вершине горы флаг США. Через два часа он был заменён более широким.

Замена меньшего флага США большим. Именно этот момент запечатлел фотограф

Это зафиксировал на плёнке американский фотограф Джо Розенталь. Фотография имела важное символическое значение, а позже под названием «Поднятие флага на Иводзиме» получила Пулитцеровскую премию. Также она служила доказательством эффективности морской пехоты, в необходимости которой сомневались многие современники. Секретарь ВМФ США Джеймс Форрестол, увидев фотографию, обратился к генерал-лейтенанту Смиту: «Холланд, поднятие этого флага на Сурибати означает, что корпус морской пехоты будет существовать следующие пятьсот лет».

### Бой на подступах к Мотояме

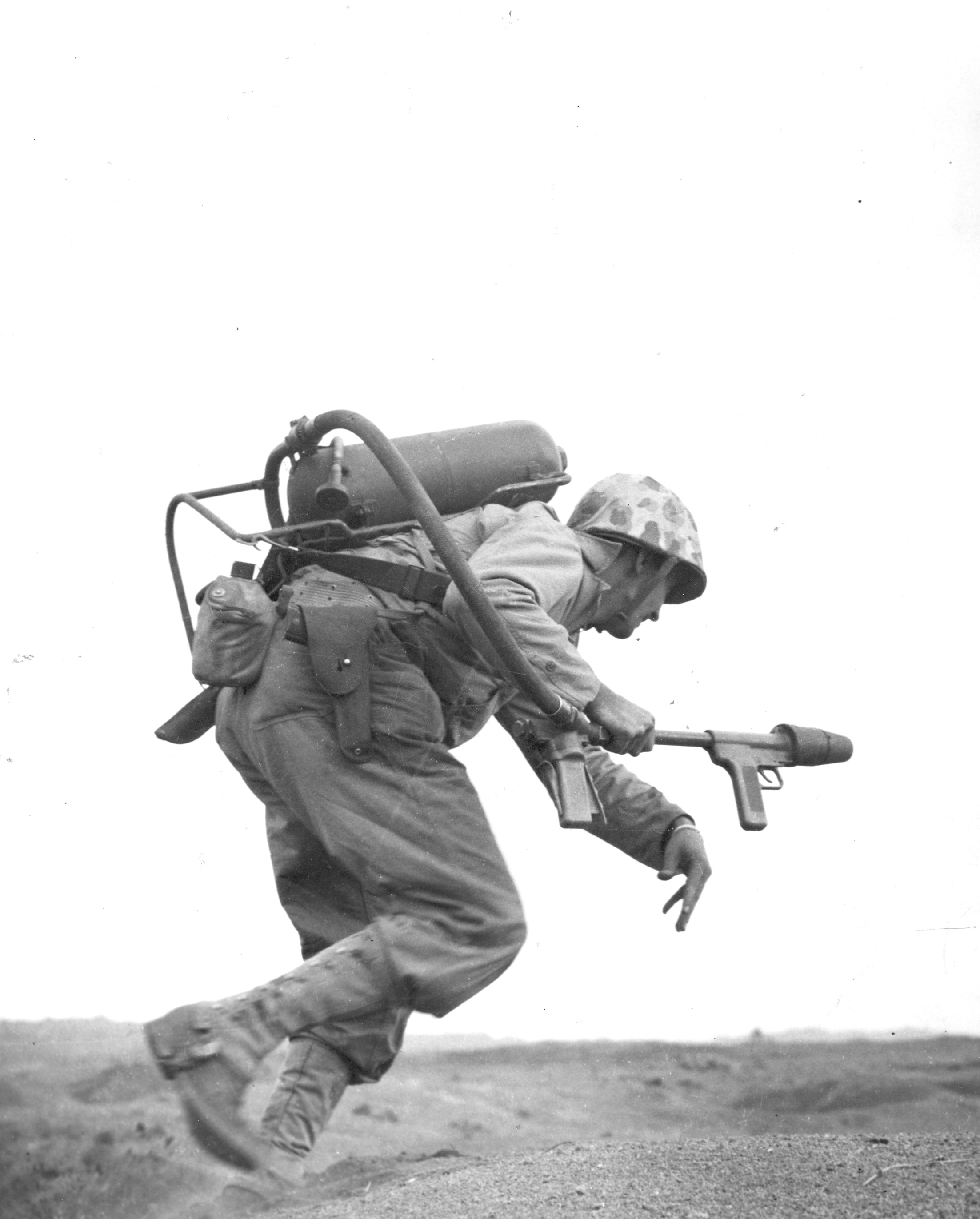
Американский огнемётчик. Их использовали для выжигания бункеров и укрытий изнутри

После взятия Сурибати битва за Иводзиму становилась всё отчаяннее. Курибаяси всё ещё имел в своём распоряжении бо́льшую часть сил. С 24 по 26 февраля войска США медленно наступали на аэродром Мотояма. Неся огромные потери, они по пути уничтожали подземные укрепления японцев. Средняя скорость продвижения сил США была 10 метров в час. Американское командование убедилось, что использование артиллерии против бункеров противника неэффективно, поэтому пехота широко применяла огнемёты и ручные гранаты. Их поддерживали танки с установленной огнемётной установкой. Ночью бои продолжались, а остров освещался прожекторами с кораблей.
Вечером 26 февраля аэродром Мотояма был захвачен войсками США. Тогда же инженерный батальон начал его ремонт, завершившийся через 5 дней. 4 марта на нём приземлился первый бомбардировщик B-29, получивший повреждения во время бомбардировки Токио. Теперь Иводзима служила в качестве перевалочной базы для налётов ВВС США на японские города. Несмотря на это, сопротивление японцев продолжалось. Японский генерал-майор Сэнда укрепил свои войска на плато Мотояма. В этом районе силы США десять дней пытались прорвать оборону противника, но терпели поражение за поражением. 5 марта Курибаяси перенёс свой штаб на север Иводзимы. 7 марта войска США перешли в наступление и полностью заняли центральную часть острова. Таким образом, силы японцев на юге и на севере Иводзимы были отделены друг от друга.

### Последние дни
Наступление войск США продолжалось. У защитников острова закончилась вода, уже стало ясно, что японцы проиграют эту битву. 14 марта командир 145-го пехотного полка полковник Икэда, защищавший штаб Курибаяси, торжественно сжёг японский флаг, чтобы тот не достался противнику. Готовясь к завершению операции, 16 марта генерал-лейтенант Курибаяси отправил прощальную телеграмму в Генштаб в Токио:

Наступило время последнего боя. С момента прибытия врага, [мои] подчинённые офицеры и рядовые сражались самоотверженно, словно демоны. Я рад, что несмотря на невероятные наземные, морские и воздушные атаки количественно превосходящего [противника], [наши солдаты] блестяще продолжали борьбу… Из-за постоянного натиска врага [они] полегли друг за другом. Вопреки Вашим ожиданиям, [мне] ничего не остаётся, кроме как передать остров в руки противника. С невыразимой болью в сердце, покорно прошу Вас простить меня. Сейчас, когда закончились снаряды, высохла питьевая вода и все желают ринуться в последний бой, [я] постоянно думаю о чести императора и не пожалею [для неё] своей жизни. Знаю, что в землях императора не будет спокойствия до тех пор, пока Иводзима не отвоёвана. Поэтому даже если я стану призраком, присягаю обязательно вернуть её. Перед последним боем, сообщаю Вам о своих истинных помыслах и, беспрестанно молясь за победу нашей Монархии, навеки прощаюсь с Вами…

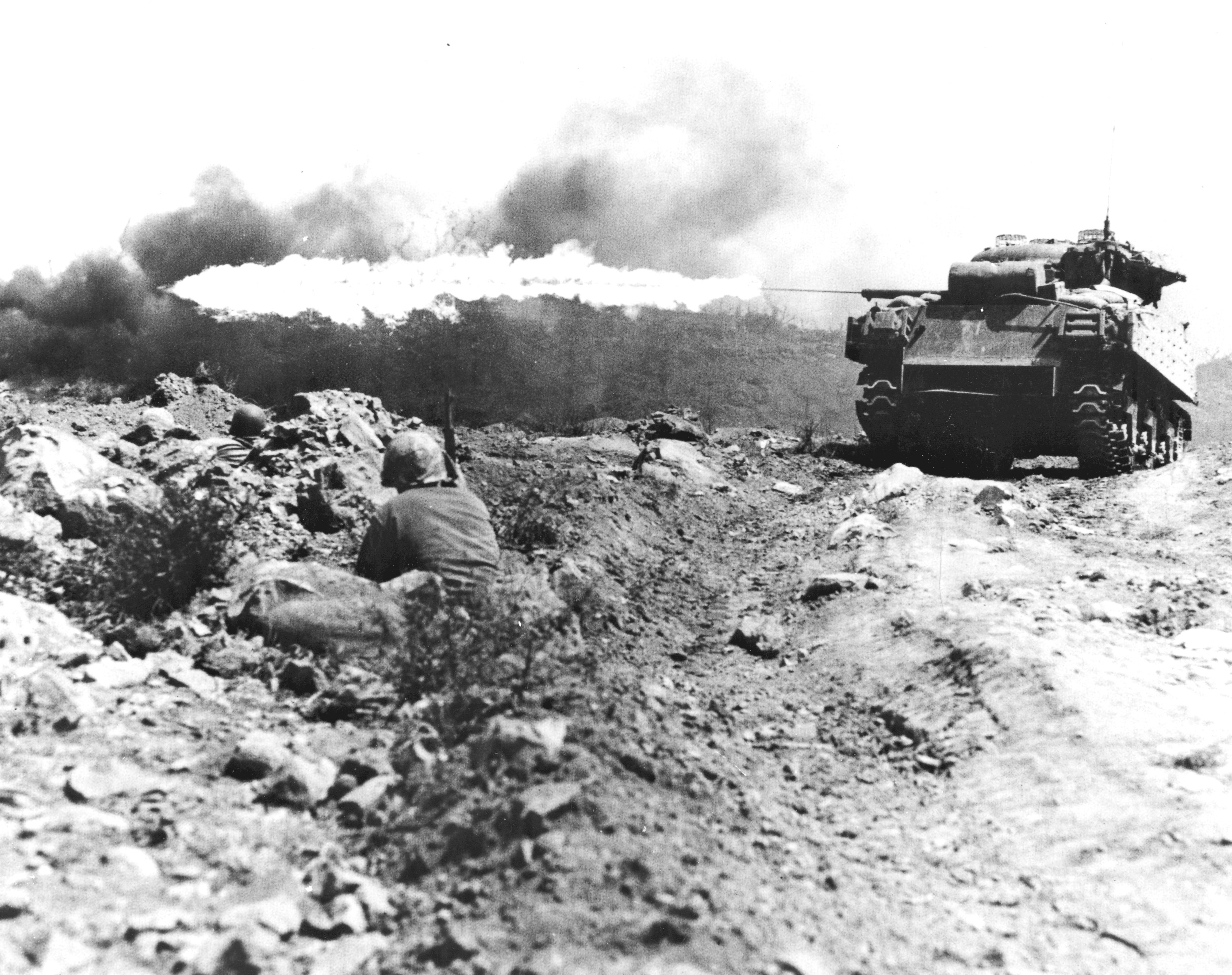
Шерман с огнемётной установкой в бою

17 марта войска США достигли северной точки острова — места, называемого Китанохана. Теперь они контролировали весь остров. Японские войска оставались лишь в подземных бункерах, откуда предпринимались вылазки для диверсий.
В этот же день из японского Генштаба на Иводзиму было передано уведомление о повышении Курибаяси до звания генерала. Однако он об этом не узнал, так как американцы разрушили все коммуникации и системы связи острова. Курибаяси успел лишь передать свой последний приказ всем японским войскам на Иводзиме:

1. Наступило время для последнего сражения.
2. [Приказываю] корпусу [Огасавара] начать в ночь на 17 марта общее наступление и уничтожить врага.
3. [Приказываю] всем подразделениям атаковать врага [только] в полночь. Сражаться насмерть до последнего; назад не оглядываться.
4. Я постоянно буду впереди вас.

Согласно приказу, остаток японских сил перешёл из обороны в наступление. Во время него погиб командир танкового полка Такэити Ниси, который, несмотря на серьёзное ранение, нанесённое ему огнемётчиком противника, продолжал сражение ещё двое суток. В ночь с 25 на 26 марта была проведена завершающая контратака японцев. Генерал Курибаяси и контр-адмирал Итимару, лично возглавившие несколько сотен солдат, нанесли удар по позициям противника. Перед атакой Итимару составил послание-завещание на имя президента США Рузвельта, которое получило название «письмо Рузвельту». Контр-адмирал перевёл его на английский язык с помощью японского солдата с Гавайев и, предвидя, что противник будет обыскивать тела погибших офицеров, спрятал его себе за пазуху. Во время контратаки Итимару погиб, а письмо попало в руки к американцам. 11 июня его опубликовали в газетах США. В этом письме покойный контр-адмирал возлагал ответственность за начало войны на Тихом океане на Рузвельта и обвинял США в имперских амбициях в тихоокеанско-азиатском регионе. Также он обвинил Рузвельта в том, что он ведёт войну против Гитлера, поддерживая дружеские отношения со Сталиным. Сам Рузвельт это письмо не увидел, так как умер 12 апреля 1945 года.

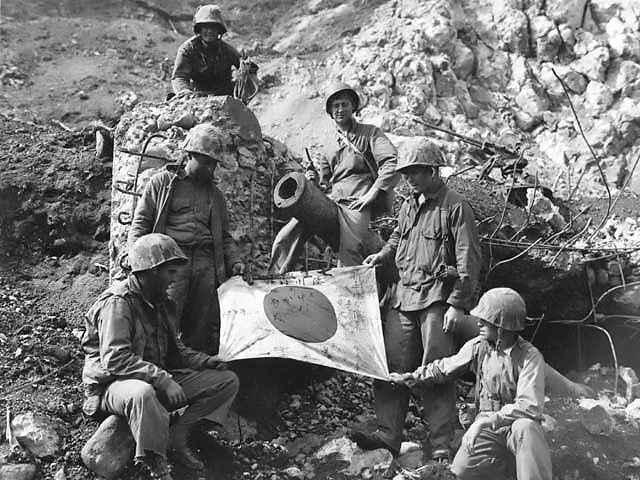
Трофейный японский флаг

Из-за внезапности последнего удара японцев войска США понесли крупные потери — 53 погибших, 119 раненых. Японцы потеряли в этой атаке 262 человека убитыми и 18 пленными. Среди погибших был и генерал Курибаяси, хотя обстоятельства его смерти не совсем ясны; существуют версии как гибели в бою, так и самоубийства (сэппуку). Перед смертью он снял с себя все награды и оборвал петлицы. Таким образом, американские солдаты не смогли опознать его тело. Оставшиеся солдаты Японии ещё несколько месяцев скрывались в пещерах и совершали вылазки в американский лагерь. Многие из них в конце концов сдались. Двое последних защитников острова, солдаты лейтенанта Оно Тосико Куфуку Ямакадзэ и Ринсоку Мацуда, сдались только в 1951 году (по другим данным 6 января 1949 года).
Несмотря на то, что бои шли до 26 марта, Холланд Смит, желая выслужиться, 15 марта доложил командованию США ложные сведения о том, что остров взят. Одновременно токийский Генштаб, не зная о ситуации на Иводзиме, 21 марта отправил на неё последнюю телеграмму с приказом всем покончить жизнь самоубийством.

## Итог сражения

### Потери сторон

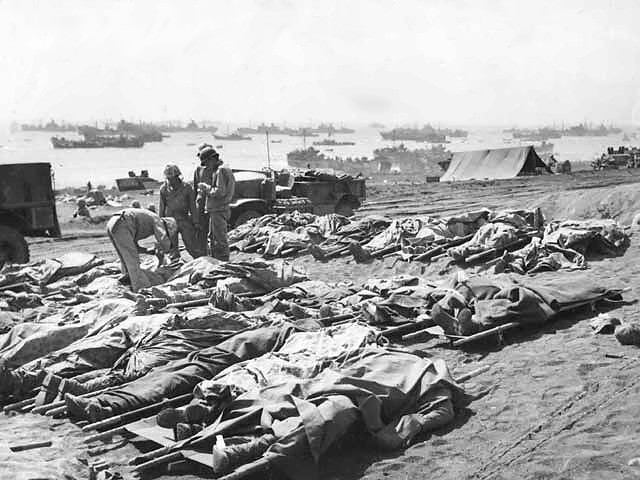
Погибшие морские пехотинцы США

К моменту завершения сражения (26 марта) американцы насчитали на острове 20 703 трупов японских военнослужащих и взяли в плен 216 человек. Однако в последующие два месяца силы США на Иводзиме периодически сталкивались с остатками японских войск. За этот период было убито 1602 и пленено 867 человек.
Цифры потерь войск США незначительно расходятся в разных источниках. Согласно книге Сэмюэля Морисона «Флот двух океанов», впервые изданной в 1963 году, в сражении погибло, умерло от ран и пропало без вести 6812 военнослужащих, а 19 189 получили ранения. Безвозвратные потери распределились следующим образом:
- Убито в бою — 4917
- Умерло от ран — 1401
- Пропало без вести — 494

В выступлении генерал-лейтенанта морской пехоты Дж. Уэбера на банкете по случаю 62-й годовщины сражения (2007) было сказано о 6821 погибшем и 19 217 раненых. Кроме того, 2648 американских военнослужащих были госпитализированы с симптомами контузии.
Битва за Иводзиму оказалась самой кровопролитной в истории Корпуса морской пехоты США, а также стала единственной операцией вооружённых сил Японской империи в ходе войны на Тихом океане, в которой общие потери США превысили потери Японии. Количество погибших и раненых солдат армии США за первые три дня операции было наибольшим за всю военную историю страны. 3-я, 4-я и 5-я дивизии морской пехоты США понесли значительные потери. ВМС США потеряли 18 кораблей, в основном из-за авиаударов и ответного огня береговой артиллерии.

### Последствия
За участие в сражении 27 американских военнослужащих были удостоены высшей американской военной награды — Медали Почёта (14 из них награждены посмертно). Среди награждённых были 23 морских пехотинца, то есть 30 % от общего числа солдат и офицеров Корпуса морской пехоты США, получивших эту награду в ходе Второй мировой войны. В память о победе сил США над японцами в честь Иводзимы был назван десантный вертолётоносец ВМС США. Вблизи Арлингтонского национального кладбища в Арлингтоне по мотивам фотографии «Поднятие флага на Иводзиме» был сооружён монумент павшим солдатам США.

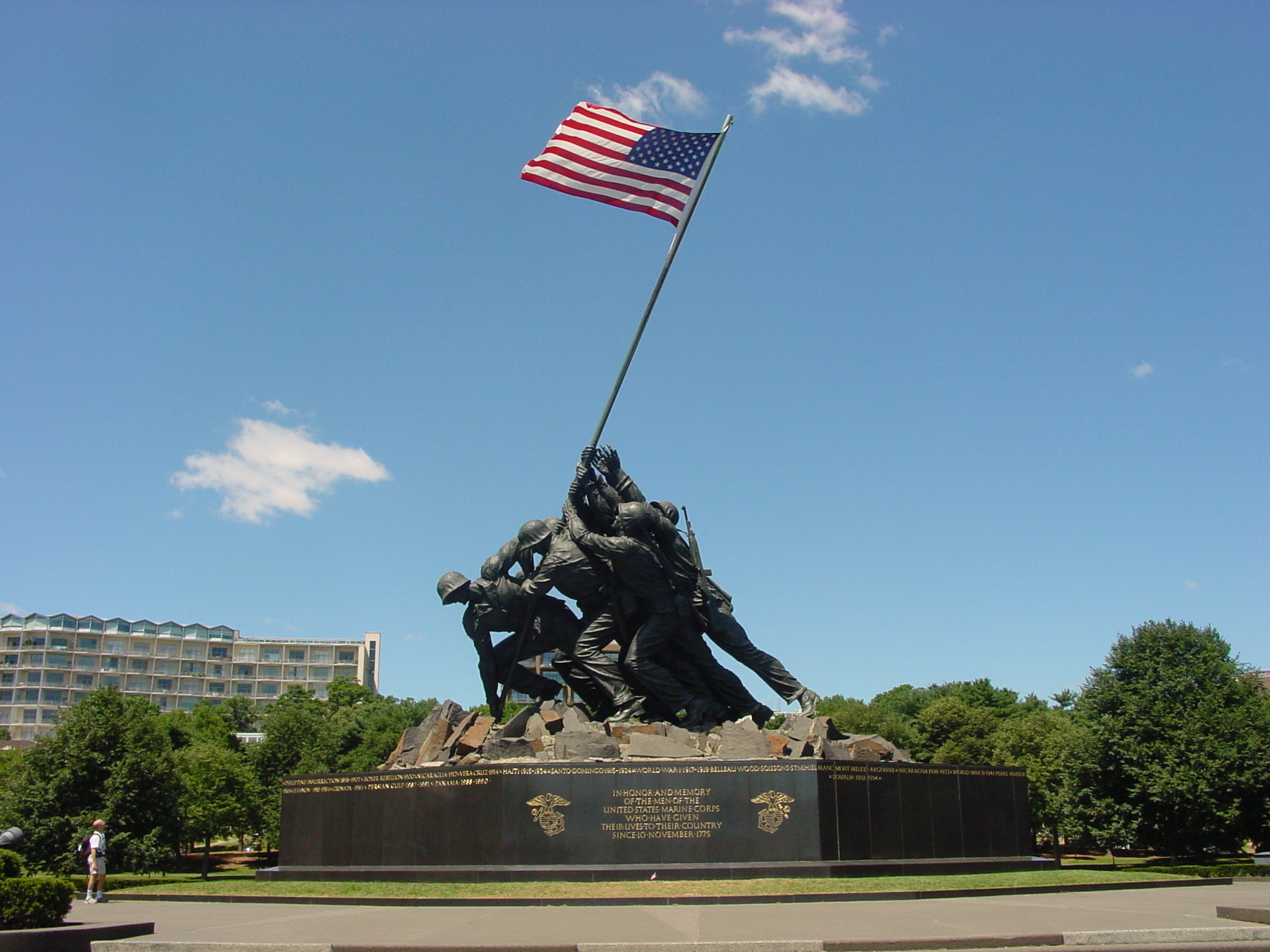
Памятник «Поднятие флага на Иводзиме» возле Военного мемориала морской пехоты США

После захвата острова США получили возможность построить на Иводзиме авиабазу, которая использовалась как промежуточный пункт в налётах на Японию. 10 марта ВВС США совершили бомбардировку Токио, 12 марта — Нагои, 13 марта — Осаки. Эти авианалёты стали регулярными. Иводзима стала ремонтной стоянкой и местом базирования истребителей P-51, которые защищали бомбардировщики. В целом, до конца Второй мировой войны американские самолёты приземлялись на остров для ремонта около 2251 раза.
После окончания войны остров долгое время находился под оккупацией США. В 1960-е годы на Иводзиме была создана военная база вооружённых сил США, где хранилось ядерное оружие. Под давлением японского правительства, в 1968 году американцы вывели войска с острова и передали его Японии. 19 февраля 1985 года на Иводзиме была проведена поминальная церемония и организовано «Воссоединение Чести». Его организовали отставные военные Японии и США, а также ветераны, принимавшие участие в сражении.

### На русском
- Хасимото М. Потопленные. Японский подводный флот в войне 1941-45 гг. — М.: Иностранная литература, 1956.
- Шерман Ф. Война на Тихом океане. Авианосцы в бою. — М.: Terra Fantastica, 1999. — ISBN 5-237-01610-3.
- Кампании войны на Тихом океане. Материалы комиссии по изучению стратегических бомбардировок авиации Соединённых Штатов / Перевод с английского под ред. адмирала флота Советского Союза Исакова И.С.. — М.: Воениздат, 1956. — 558 с.

### На японском
- 防衛研修所戦史室、『戦史叢書 中部太平洋陸軍作戦（2）ペリリュー・アンガウル・硫黄島』、1968年
- 武市銀治郎、『硫黄島―極限の戦場に刻まれた日本人の魂』、大村書店、2001年、ISBN 4-7563-3015-0
- 上坂冬子、『硫黄島いまだ玉砕せず』、文藝春秋、1993年、ISBN 4-16-729811-2
- 栗林忠道、吉田津由子（編）、『「玉砕総指揮官」の絵手紙』、小学館、2002年、ISBN 4-09-402676-2
- 堀江芳孝、『闘魂 硫黄島―小笠原兵団参謀の回想』（文庫）、光人社、2005年、ISBN 4-7698-2449-1
- 梯久美子、『散るぞ悲しき 硫黄島総指揮官・栗林忠道』、新潮社、2005年、ISBN 4-10-477401-4
- 津本陽、『名をこそ惜しめ 硫黄島 魂の記録』、文藝春秋、2005年、ISBN 4-16-324150-7
- 栗林忠道、半藤一利、『栗林忠道 硫黄島からの手紙』、文藝春秋、2006年、ISBN 4-16-368370-4
- 留守晴夫、『常に諸子の先頭に在り―陸軍中將栗林忠道と硫黄島戰』、慧文社、2006年 ISBN 4-905849-48-9
- 秋草鶴次、『十七歳の硫黄島』、文春新書、2006年、ISBN 4-16-660544-5

### На английском
- John C. The Last Lieutenant: A Foxhole View of the Epic Battle for Iwo Jima. — Indiana University Press, 2006. — ISBN 0-253-34728-9.
- Gary W. The Quiet Hero: The Untold Medal of Honor Story of George E. Wahlen at the Battle for Iwo Jima. — American Legacy Media, 2006. — ISBN 0-9761547-1-4.
- Marvin D. The Battle of Iwo Jima. — Visionary Art Publishing, 2001. — ISBN 0-9715928-2-9.
- John K., Bradley T. Macdonald, Lawrence R., III Clayton. Give Me Fifty Marines Not Afraid to Die: Iwo Jima. — Ka-Well Enterprises, 1995. — ISBN 0-9644675-0-X.
- Wheeler Richard. The Bloody Battle for Suribachi. — Naval Institute Press, 1994. — ISBN 1557509239.
- Wright Derrick. The Battle of Iwo Jima 1945. — Sutton Publishing, 2007. — ISBN 0-7509-4544-3.

### На интернет-ресурсы
- Сражение при Иводзиме (рус.)
- Гарри Тюрк. Иводзима. Остров без возврата (рус.)
- Карта плана штурма Иводзимы (англ.)
- Такахаси Тосихару. Боевой дневник. 1946 (яп.)
- Официальная страница Ассоциации Иводзимы (яп.)
- IwoJima.com: A site dedicated to Iwo Jima and the famous battle Архивная копия от 2 января 2006 на Wayback Machine (англ.)
- Animated History of The Battle for Iwo Jima (англ.)
- Scholarly article/overview of the Battle of Iwo Jima Архивная копия от 26 февраля 2007 на Wayback Machine (англ.)
- Погибшие на Серном острове (яп.)

### Видео
- Японский фильм о боевых действиях на Иводзиме с большим количеством архивных съёмок (1 2 3 4 5 6 7 8) (яп.)
- Архивные кадры о битве за Иводзиму 1 (яп.)
- Архивные кадры о битве за Иводзиму 2 (яп.)
- Архивные кадры о битве за Иводзиму 3 (яп.)
- Архивные кадры о битве за Иводзиму 4 (яп.)
- To the Shores of Iwo Jima (1 2 3 4) (англ.)